# Spine Island
Spine Island (englisch für Wirbelsäuleninsel, in Argentinien gleichbedeutend Isla Espina) ist eine schmale, aus einzelnen Felssegmenten bestehende Insel im Archipel der Südlichen Orkneyinseln. Sie liegt zwischen dem westlichen Ende von Coronation Island und Monroe Island am Kopfende der Sandefjord Bay.
Der US-amerikanische Robbenfängerkapitän Nathaniel Palmer und sein britisches Pendant George Powell entdeckten die Insel im Dezember 1821 während ihrer gemeinsamen Erkundungsfahrt zu den Südlichen Orkneyinseln. Die deskriptive Benennung erfolgte durch Wissenschaftler der britischen Discovery Investigations, die hier 1933 Vermessungen vornahmen.